# هوارد هارفي
هوارد هارفي (بالإنجليزية: Howard Harvey)‏ هو لاعب كرة قدم بريطاني (وحمل سابقاً جنسية المملكة المتحدة لبريطانيا العظمى وأيرلندا) في مركز الهجوم، ولد في 21 أكتوبر 1877 في المملكة المتحدة، وتوفي بنفس المكان في 1904. لعب مع أستون فيلا وبرمنغهام سيتي وبورت فايل ودارلاستون تاون وغلينتوران ومانشستر سيتي ونادي واتفورد ونادي والسول وBurton United F.C. ‏.